# David Tepper
David Alan Tepper (Pittsburgh, 11 settembre 1957) è un imprenditore statunitense, miliardario, fondatore e proprietario di Appaloosa Management, un hedge fund globale con sede a Miami Beach, Florida. È il proprietario dei Carolina Panthers nella National Football League (NFL) e del Charlotte FC nella Major League Soccer (MLS).
Ha conseguito una laurea in economia presso l'Università di Pittsburgh nel 1978 e un MBA presso la Carnegie Mellon University nel 1982. Nel 2013, ha donato 67 milioni di dollari alla Carnegie Mellon, la cui Tepper School of Business porta il suo nome.
Per l'anno fiscale 2012, Institutional Investor ha classificato lo stipendio di 2,2 miliardi di dollari di Tepper come il più alto al mondo per un gestore di hedge fund. Ha ottenuto la terza posizione su Forbes "The Highest-Earning Hedge Fund Managers 2018" con un guadagno annuo di 1,5 miliardi di dollari. Qualcuno è arrivato addirittura a chiamargo "un dio d'oro". Secondo Forbes, Tepper ha un patrimonio netto di 16,7 miliardi di dollari, nel 2022. Il Bloomberg Billionaires Index lo ha classificato come la persona più ricca del New Jersey.

## Biografia
Tepper è nato l'11 settembre 1957 a Pittsburgh, in Pennsylvania.  È il secondo di tre figli di Harry, contabile, e Roberta, maestra elementare.  È cresciuto in una famiglia ebrea nel quartiere di Stanton Heights, nell'East End di Pittsburgh. Da ragazzo "giocava a calcio e memorizzava le statistiche del baseball sul retro delle carte regalategli dal nonno: la prima prova di ciò che sostiene sia una memoria fotografica". In un discorso di apertura del 2018 alla Carnegie Mellon University, ha rivelato che suo padre era stato fisicamente violento nei suoi confronti.  Ha frequentato la Peabody High School nel quartiere East Liberty di Pittsburgh, quindi l'Università di Pittsburgh, lavorando per mantenersi  presso la biblioteca di Frick Fine Arts. Ha conseguito una laurea in economia e si è laureato con lode. Ha anche iniziato a investire su piccola scala in vari mercati durante il college. I suoi primi due investimenti, effettuati con i soldi donatigli da suo padre, furono Pennsylvania Engineering Co. e Career Academies. Entrambe le società fallirono.
Dopo la laurea è entrato nel settore finanziario, lavorando per Equibank come analista del credito nel dipartimento di tesoreria. Nel 1980, insoddisfatto di questa posizione, si iscrisse alla business school della Carnegie Mellon University per conseguire l'allora equivalente di un MBA, un Master of Science in Industrial Administration (MSIA).

## Carriera

### Repubblic Steel e Keystone
Dopo ave  conseguito il suo MBA nel 1982, Tepper accettò una posizione nel dipartimento del tesoro di Republic Steel in Ohio.
Nel 1984, è stato assunto presso Keystone Mutual Funds (ora parte di Evergreen Funds) a Boston.

### Goldman Sachs
Nel 1985, Tepper fu assunto come analista del credito da Goldman Sachs, che stava formando il suo gruppo high yield a New York. Nel giro di sei mesi ne divenne il capo commerciale, rimanendo alla Goldman per otto anni. Il suo obiettivo principale erano i fallimenti e le situazioni speciali.
A lui viene attribuito un ruolo importante nella sopravvivenza di Goldman Sachs dopo il crollo del mercato azionario del 1987. Acquistò obbligazioni sottostanti negli istituti finanziari che erano stati "paralizzati dal crollo", che aumentarono di valore una volta che il mercato si riprese. Pensò che sarebbe diventato un partner di Goldman, ma fu trascurato, in parte a causa del suo modo di fare che ha irritato gli alti dirigenti Goldman.

### Appaloosa Management
Nel dicembre 1992, dopo avere lasciato Goldman Sachs, ha iniziato a operare da una scrivania negli uffici del gestore di fondi comuni e cliente di Goldman Michael Price, scambiando in modo aggressivo il suo conto personale nella speranza di raccogliere abbastanza soldi per avviare un proprio fondo.  Ha creato Appaloosa Management all'inizio del 1993.
Nel 2001, ha generato un rendimento del 61% concentrandosi sulle obbligazioni in difficoltà e nel quarto trimestre del 2005 ha perseguito quelle che considerava migliori opportunità nelle azioni Standard & Poor's 500. Tepper, dicevano, “mantiene il mercato all’erta”  e ottiene guadagni significativi anno dopo anno investendo nelle “società più pericolose”, come MCI e Mirant. Gli investimenti in Conseco e Marconi hanno portato all'azienda anche enormi profitti dagli hedge fund.
Nel 2009, l'hedge fund di Tepper ha guadagnato circa 7 miliardi di dollari acquistando azioni finanziarie in difficoltà in febbraio e marzo (comprese le azioni ordinarie della Bank of America a 3 dollari per azione), e poi traendo profitto dalla loro ripresa quell'anno.  Circa 4 miliardi di dollari di questi profitti sono andati alla ricchezza personale di Tepper, rendendolo il gestore di hedge fund con i maggiori guadagni del 2009 secondo il New York Times.
In un discorso del 2010 ha raccomandato diversi investimenti apparentemente rischiosi, tra cui il debito dell’AIG, le azioni della Bank of America e le banche europee. Citando esperti che avevano previsto l’iperinflazione o la depressione e la deflazione, ha sostenuto che nessuna delle due cose sarebbe avvenuta: “Il punto è che i mercati si adattano, le persone si adattano. Non ascoltare tutta la merda là fuori".
Nel giugno 2011 gli è stato conferito il premio di Società dell'anno per hedge fund istituzionali. Nel 2013, Forbes lo ha classificato come il miglior percettore di hedge fund del 2012, portandolo alla 166esima persona più ricca del mondo. Forbes ha elencato Tepper come uno dei 25 gestori di hedge fund con i guadagni più alti nel 2013 e nel 2016.
Nel 2016 ha trasferito la sua azienda a Miami Beach, in Florida. All'epoca era il contribuente più ricco del New Jersey. La mossa ha indotto un funzionario statale ad avvertire di un rischio per il bilancio del New Jersey a causa della conseguente perdita di imposte sul reddito.
Nell'ottobre 2020, Tepper ha annunciato che sarebbe tornato nel New Jersey per motivi familiari, una mossa che potrebbe costargli fino a 120 milioni di dollari di imposte statali sul reddito.
Nel gennaio 2018, Tepper ha elogiato i tagli alle imposte sulle società del presidente Donald Trump, affermando che il mercato rialzista aveva ancora spazio per crescere e negando che fosse sopravvalutato. “La crescita mondiale è più elevata”, ha affermato Tepper. “Non c'è inflazione. Il mercato in arrivo quest'anno non sembra ricco; in effetti, sembra economico quasi quanto quello dell’anno scorso”.
Tepper tiene un paio di testicoli di ottone, un regalo di ex dipendenti, in un punto ben visibile sulla sua scrivania. Li strofina come portafortuna durante la giornata di negoziazione per far ridere i colleghi.
Nel 2020 le parti più importanti del suo portafoglio erano Alibaba con il 13% e Amazon con l'11%.

## Vita privata
Nel 1986 si è sposato con Marlene Resnick Tepper; hanno tre figli: Brian, Randi e Casey. Nel 2016 hanno divorziato. Nel 2019 si è sposato con Nicole Bronish dopo una lunga relazione.